# متاي
متاي هي وجبة خفيفة تنتشر في البحرين، وتصنع في مدينة المحرق، ويشتهر بيعها في سوق المحرق.
تشتهر «حلويات الشويطر» بصناعة المتاي والحلوى البحرينية، وعائلة الشويطر امتهنت صناعة المتاي والحلوى البحرينية منذ ما يزيد عن مئة عام.